# Лиманный (Калмыкия)
Лиманный — посёлок (сельского типа) в Яшалтинском районе Калмыкии, в составе Октябрьского сельского муниципального образования.
Население — 9 человек (2010)

## История
Предположительно, основан в период коллективизации. Так, на карте генштаба РККА 1941 года населённый пункт отмечен как 2-я ферма, очевидно, располагавшегося в посёлке Тавн-Толган совхоза № 105.
28 декабря 1943 года калмыцкое население было депортировано. После ликвидации Калмыцкой АССР посёлок, как и другие населённые пункты Яшалтинского района, переименованного в Степновский, вошёл в состав Ростовской области. Возвращён в состав вновь образованной Калмыцкой АО (с 1958 года — Калмыцкой АССР) в 1957 году.

## Физико-географическая характеристика
Посёлок расположен на северо-востоке Яшалтинского района, в границах Кумо-Манычской впадины, на высоте 20 м над уровнем моря. Рельеф местности равнинный. Особенностью рельефа является наличие вытянутых в субширотном направлении бугров, возвышающихся над окружающей местностью. Почвы каштановые солонцеватые и солончаковые. В окрестностях посёлка распространены солончаки. В 3 км к северу от посёлка расположено озеро Маныч-Гудило и орнитологический филиал заповедника «Чёрные Земли».
Расстояние до столицы Калмыкии города Элиста составляет около 180 км, до районного центра села Яшалта — 70 км, до административного центра сельского поселения посёлка Октябрьский — 16 км. Подъезд с твёрдым покрытием к посёлку отсутствует. Транспортное сообщение с другими населёнными пунктами осуществляется по полевым дорогам.
Часовой пояс
Лиманный, как и вся Республика Калмыкия, находится в часовой зоне МСК (московское время). Смещение применяемого времени относительно UTC составляет +3:00.

## Население
| 2002 | 2010 |
| ---- | ---- |
| 110  | ↘9   |

Национальный состав
Согласно результатам переписи 2002 года большинство населения посёлка составляли кумыки (44 %) и чеченцы (34 %)

## Социальная инфраструктура
Социальная инфраструктура отсутствует. Учреждения культуры (клуб, библиотека и образования (средняя школа, детский сад) расположены в административном центре сельского поселения — посёлке Октябрьский. Медицинское обслуживание жителей посёлка обеспечивают фельдшерско-акушерский пункт посёлка Октябрьский и Яшалтинская центральная районная больница.
Посёлок электрифицирован, но не газифицирован. Центральное водоснабжение отсутствует, потребность в пресной воде обеспечивается индивидуально, путём доставки воды к каждому домовладению. Водоотведение осуществляется за счёт использования выгребных ям.